# Mark Nicholas Gray
Mark Nicholas Gray je časnik s činom bojnika u Britanskim kraljevskim marincima.
Poznat je po tome što je, dok je bio u snagama UNPROFOR-a u sektoru Jug tijekom kolovoza 1992. a prije 28. veljače 1993., to jest operacije Peruća spriječio rušenje brane Peruća nakon što su pobunjeni Srbi, četnici i JNA u povlačenju detonirali 30 tona eksploziva na samoj brani. Mark Nicholas Gray je u kolovozu 1992. godine u dva navrata samoinicijativno otvorio sigurnosni ispust brane te time omogućio da većina prekomjerno akumulirane vodene mase oteče pomoćnim ispustom, što je rezultiralo snižavanjem razine vode u jezeru za 4 metra, a radi se o količini vode koja bi uzrokovala potpuno uništenje brane da se nalazila u jezeru za vrijeme detoniranja eksploziva. Da je rušenje brane bilo uspješno neposredno bi bilo ugroženo oko 20 000 stanovnika nizvodno uz rijeku Cetinu. Iako u ulozi promatrača UN, čije dužnosti nisu bile vezane uz bilo kakvo aktivno djelovanje, samoinicijativno djelovanje Marka Nicholasa Graya usprkos svojim nadređenim je znak prepoznavanja posljedica koje bi nanijelo totalno rušenje brane i humanitarni aspekt katastrofe koja bi sljedila ali je njegova reakcija osigurala da inženjerijske snage HV naspu branu dodatnim materijalom i spriječe razaranje brane u cijelosti. 
Za rođendan kraljice  Elizabete II. 2002. godine odlikovan je Redom Britanskog carstva MBE ("Member of the Order of the British Empire").
Prilikom proslave 20. obljetnice vojne operacije Peruća 2013. godine predsjednik RH Ivo Josipović je uručio Marku Nicholasu Grayu visoko državno odličje red Kneza Domagoja s ogrlicom, prilikom kojeg je bojnik Gray na hrvatskom jeziku izjavio:

## Također pogledati
- Brana Peruća
- Operacija Peruća

## Vanjske poveznice
- Bilješka u Hrvatskom Memorijalnom centru   Arhivirana inačica izvorne stranice od 16. rujna 2008. (Wayback Machine)
- Lista dodijeljenih vojnih počasti za kraljičin rođendan 2002.
- Članak iz The Independent, Sep 16, 1995